# Chitina (Alaska)
Pour les articles homonymes, voir Chitina.
Chitina (en ahtna : Tsedi Na’, /tʃɛ.diː.näʔ/, de tsedi « cuivre » et na’ « rivière ») est une ville de l'Alaska située au confluent de la rivière Copper et de la rivière Chitina. 

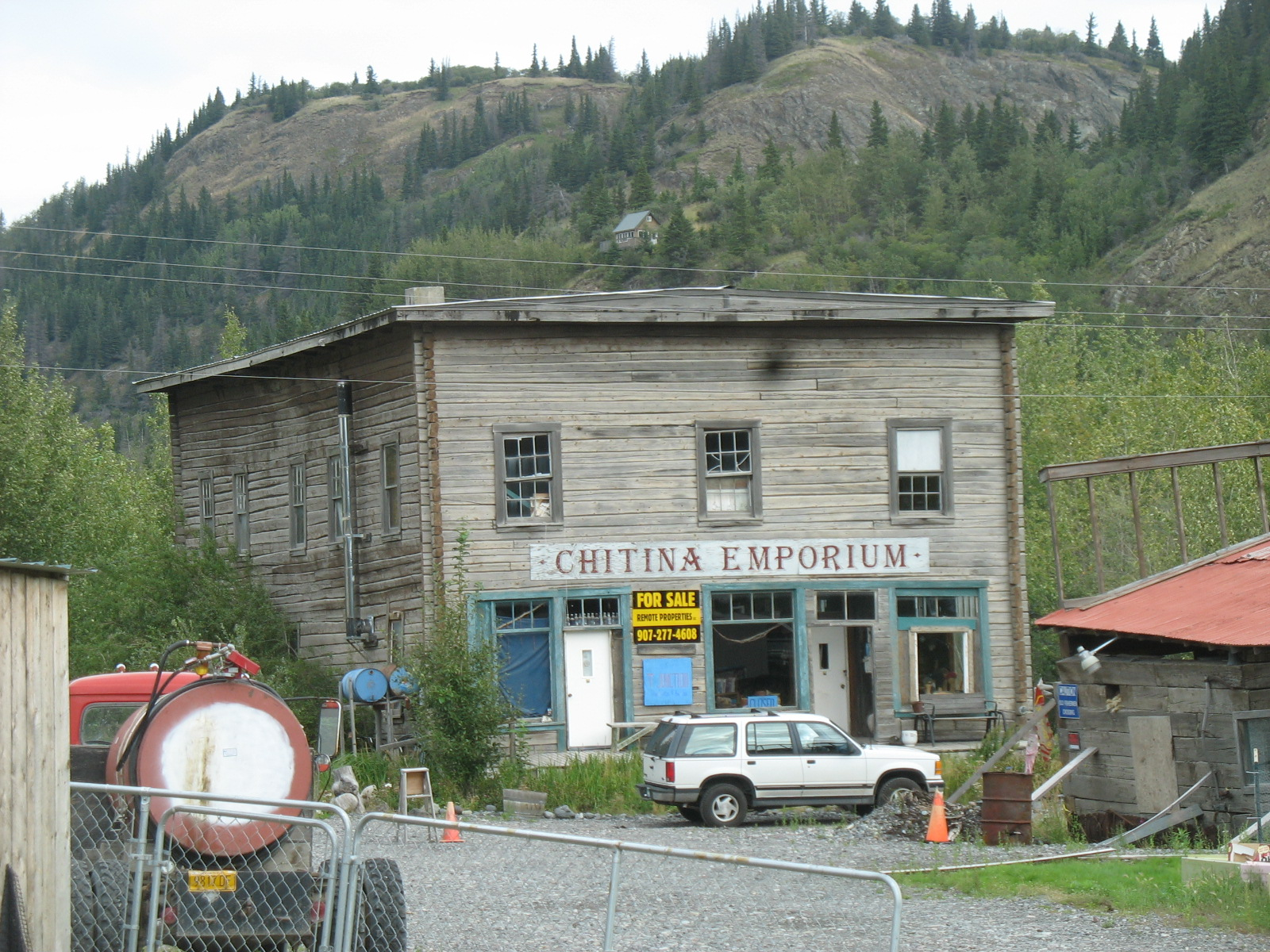
un bâtiment de Chitina en août 2009

Chitina était jadis le point de départ d'une ligne de chemin de fer vers la mine de Kennecott et est aujourd'hui un quasi ville fantôme (123 habitants en 2000) après la fermeture de cette mine peu avant la seconde guerre mondiale. Elle fait partie de la Région de recensement de Valdez-Cordova.
Après la seconde guerre mondiale, la ligne de chemin de fer a été transformée en piste, la McCarthy Road, utilisable par des véhicules tout-terrain pour accéder après 96 km à la ville de McCarthy, de laquelle on peut encore accéder à la mine abandonnée.
La population de Chitina est pour environ un tiers composée d'Amérindiens athabascans et la moitié est de personnes blanches d'origine européenne. Le reste est composé de métis[réf. souhaitée].

## Démographie
| 1920 | 1930 | 1940 | 1950 | 1960 | 1970 |
| ---- | ---- | ---- | ---- | ---- | ---- |
| 171  | 116  | 176  | 92   | 31   | 38   |

| 1980 | 1990 | 2000 | 2010 | - | - |
| ---- | ---- | ---- | ---- | - | - |
| 42   | 49   | 123  | 126  | - | - |